# Fontenoy-la-Joûte
 Fontenoy-la-Joûte  es una población y comuna francesa, en la región de Lorena, departamento de Meurthe y Mosela, en el distrito de Lunéville y cantón de Baccarat.

## Demografía
| 344 | 340 | 292 | 275 | 278 | 281 |
| Para los censos de 1962 a 1999 la población legal corresponde a la población sin duplicidades (Fuente: INSEE [Consultar]) |     |     |     |     |     |